# Église Saint-Jean-Baptiste de Lautenbach
L'église Saint-Jean-Baptiste de Lautenbach est l'ancienne collégiale Saint-Michel et Saint-Gangolphe située à Lautenbach, dans le département français du Haut-Rhin.

## Localisation
Ce bâtiment est situé à Lautenbach.

## Protection
L'édifice fait l'objet d'un classement au titre des monuments historiques depuis 1898,.

## Architecture

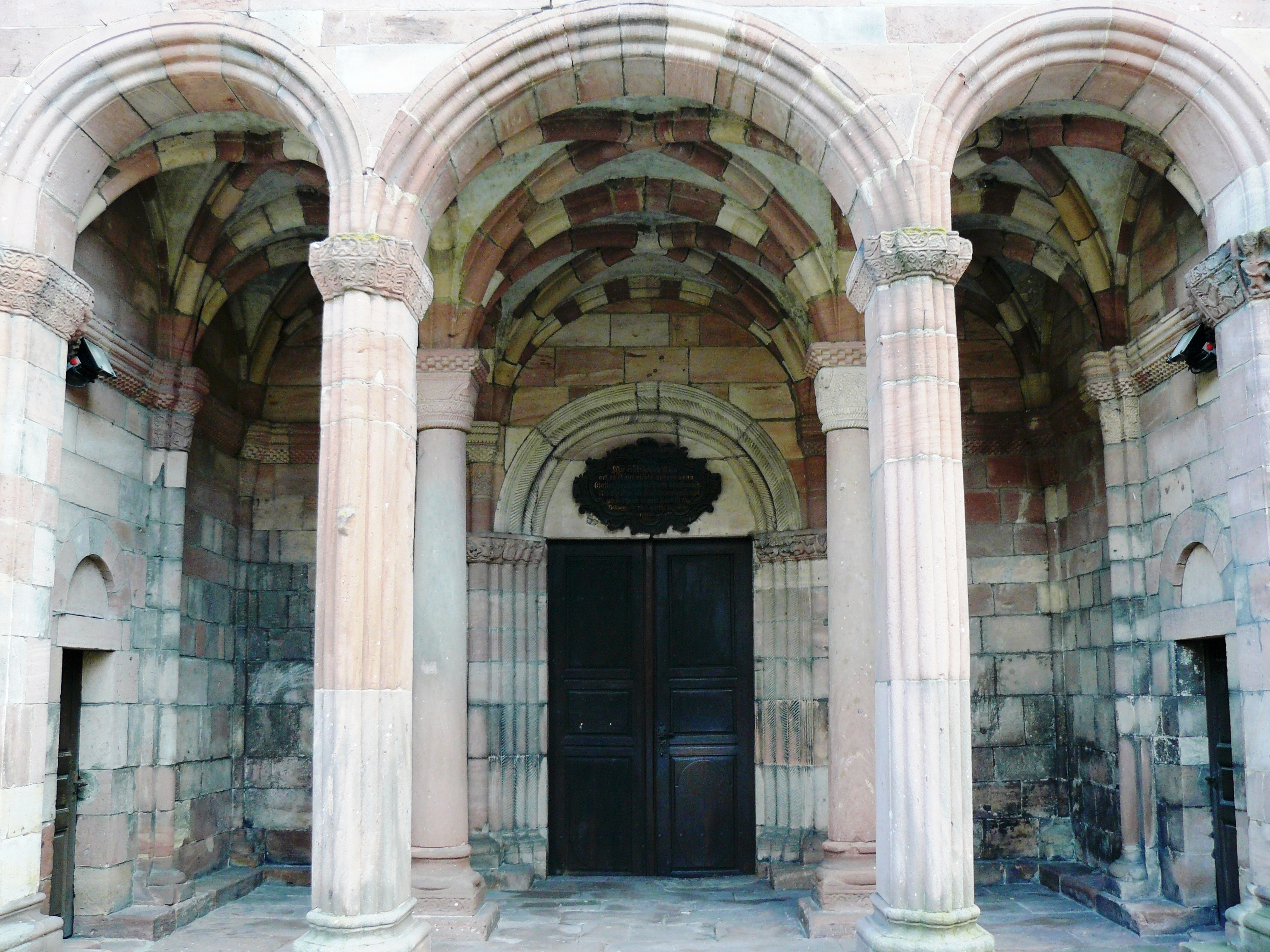
Porche roman.
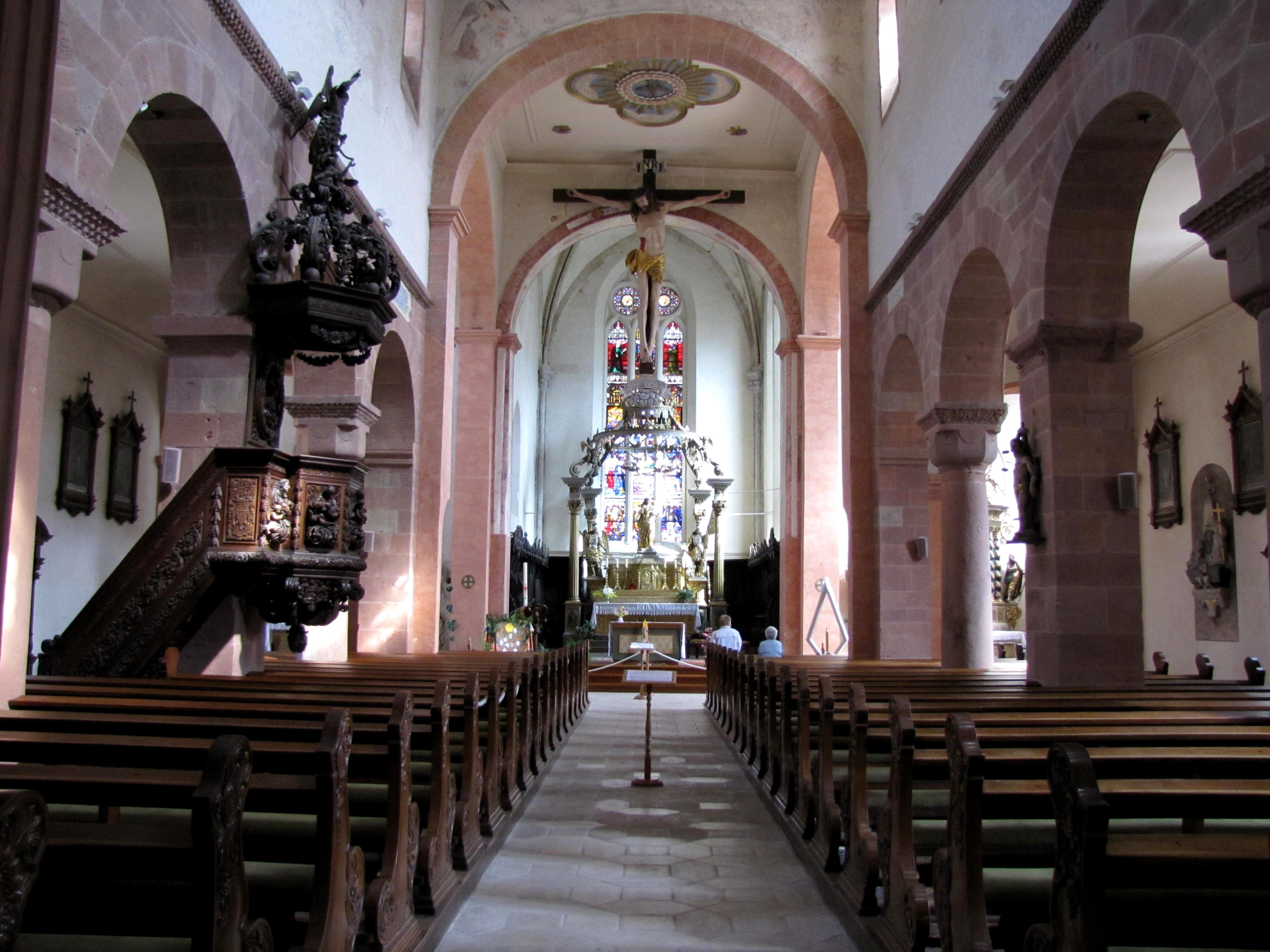
Vue intérieure de la nef vers le chœur.
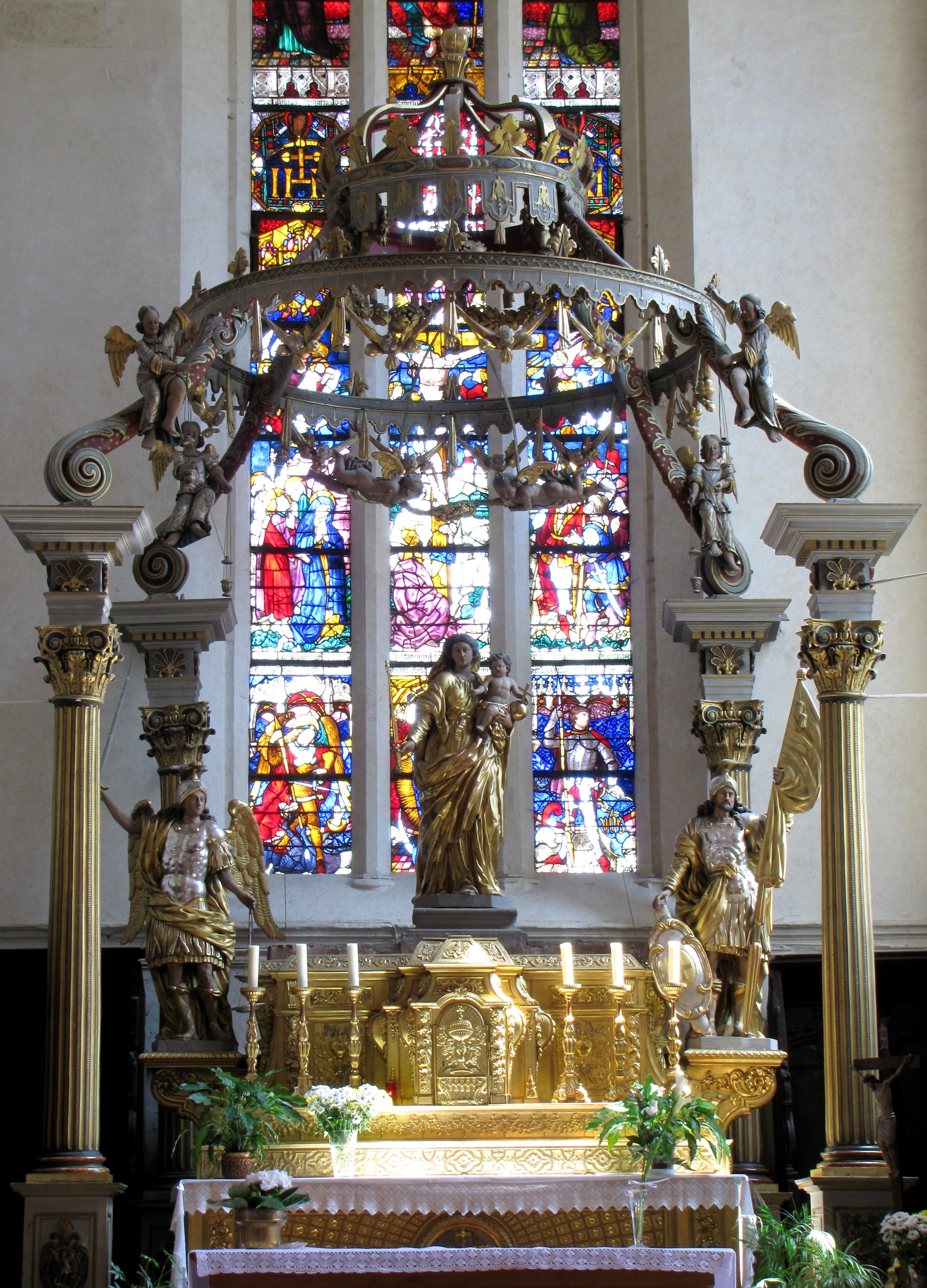
Maître-autel (1706).
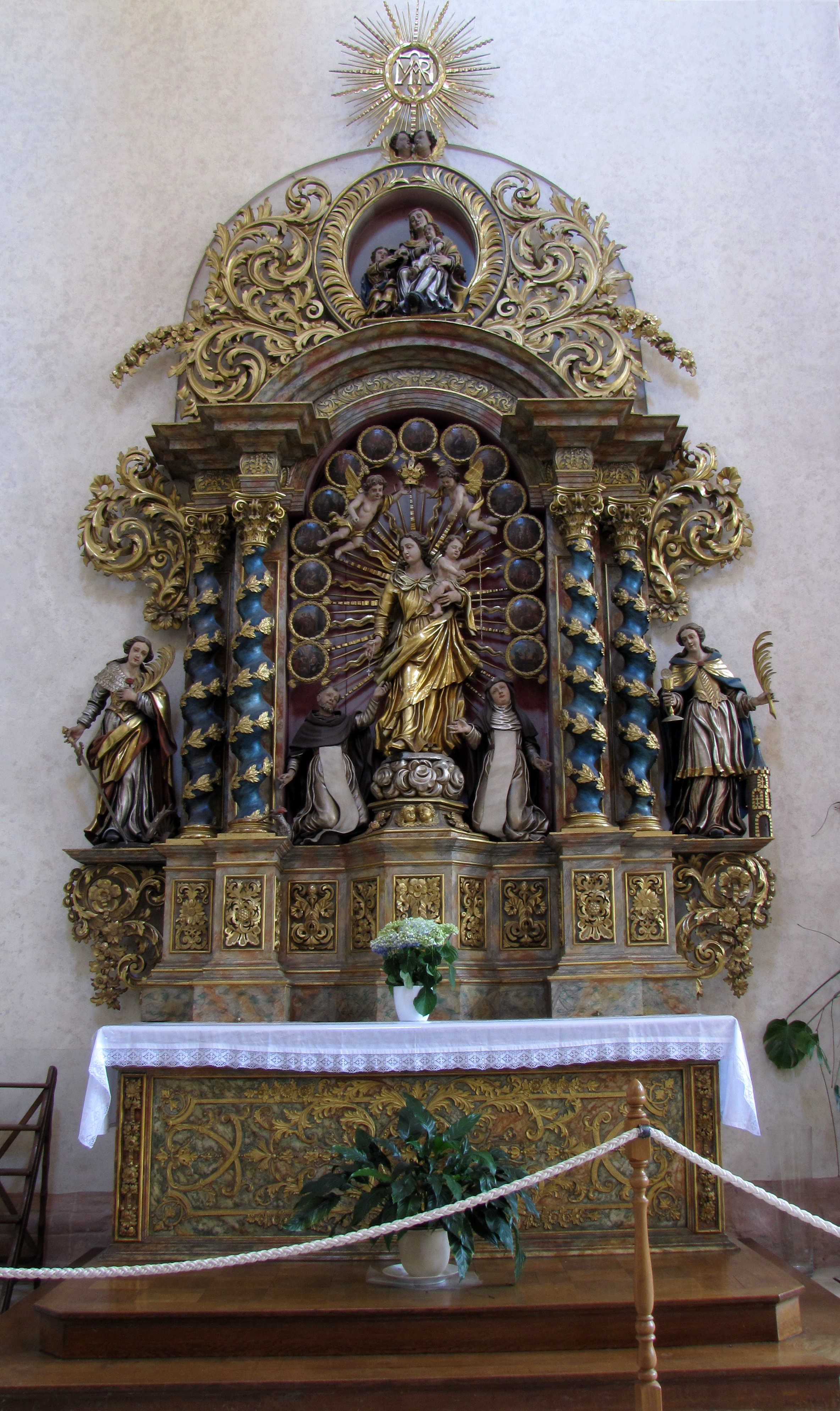
Autel du Rosaire (1718).
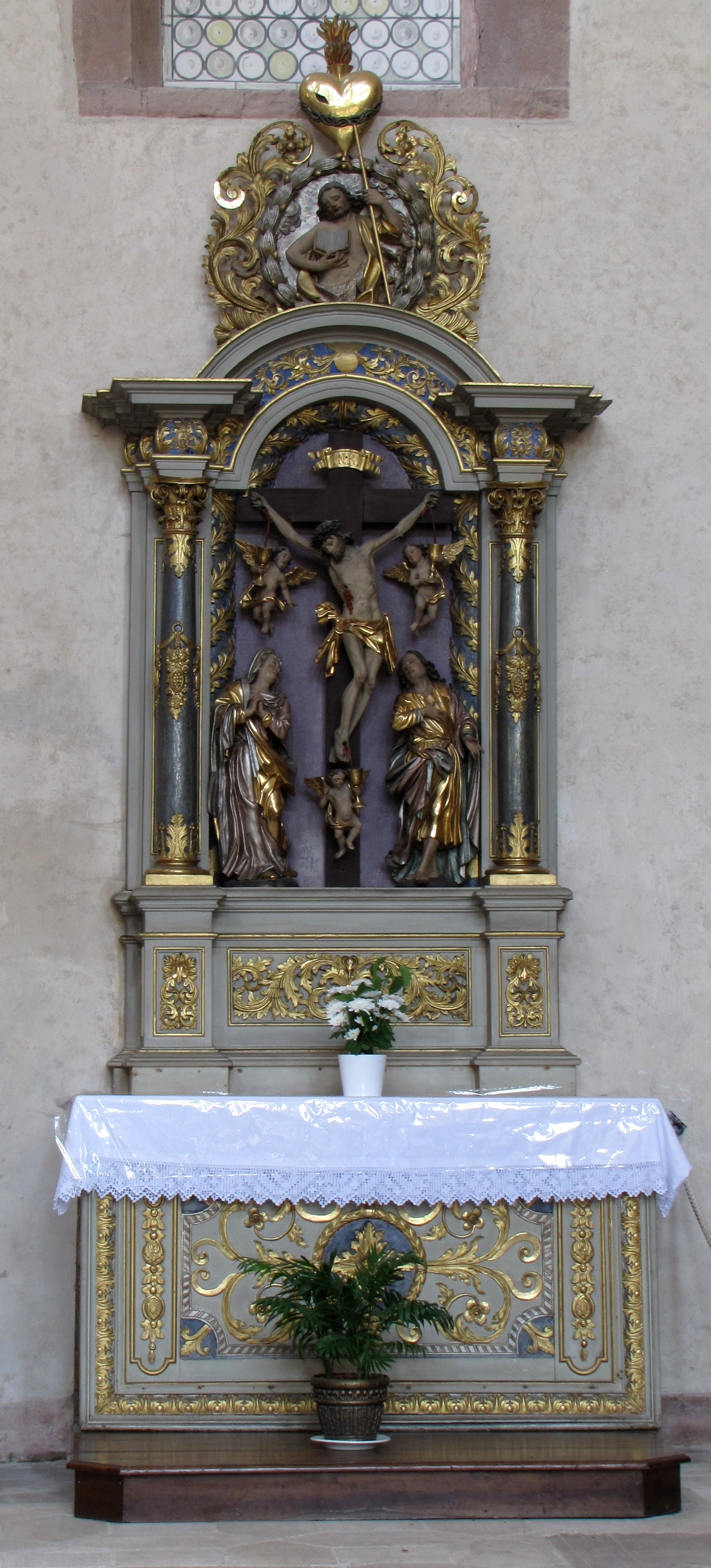
Autel du Précieux-Sang (1719).
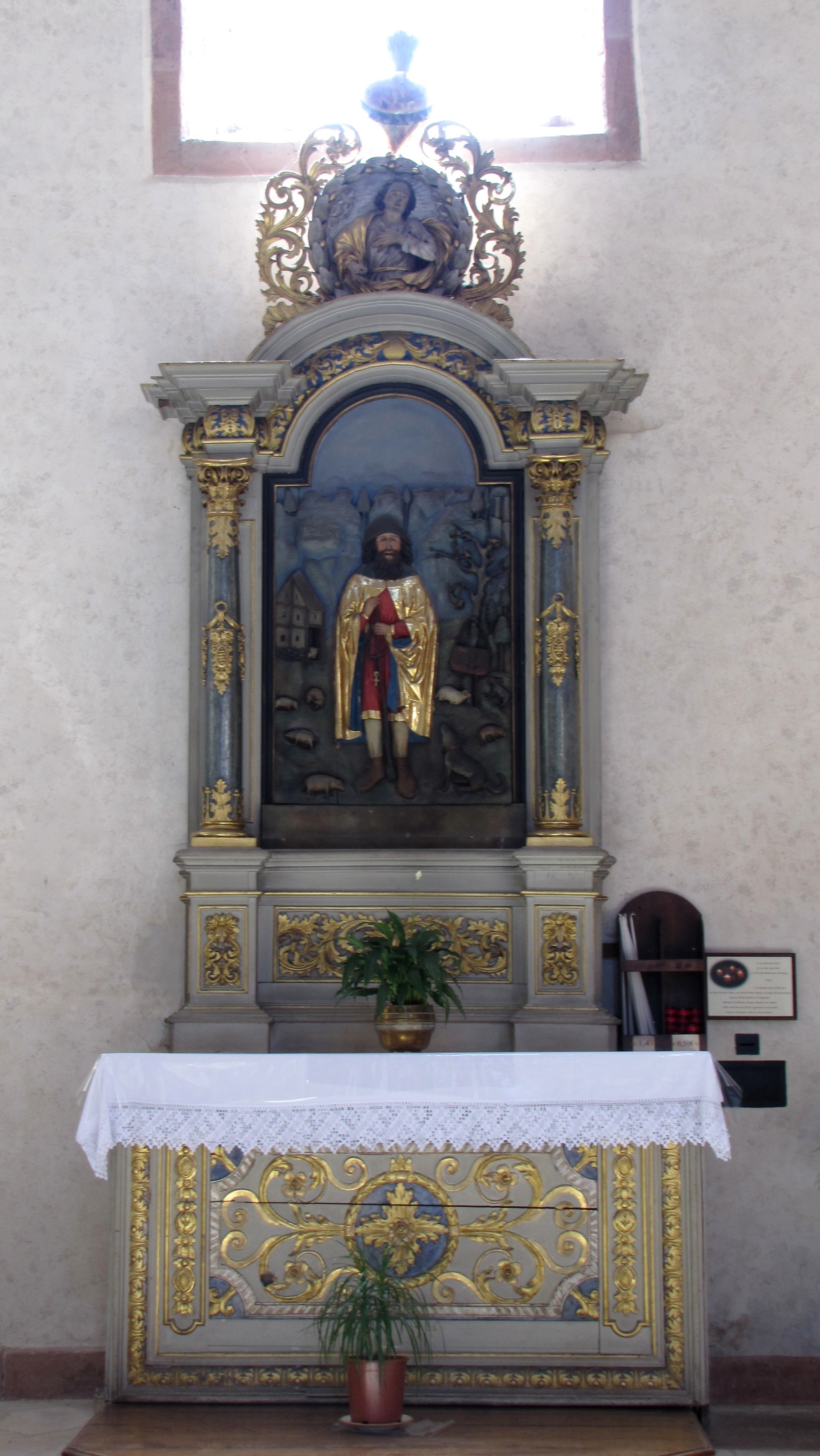
Autel de Saint-Wendelin (1719).
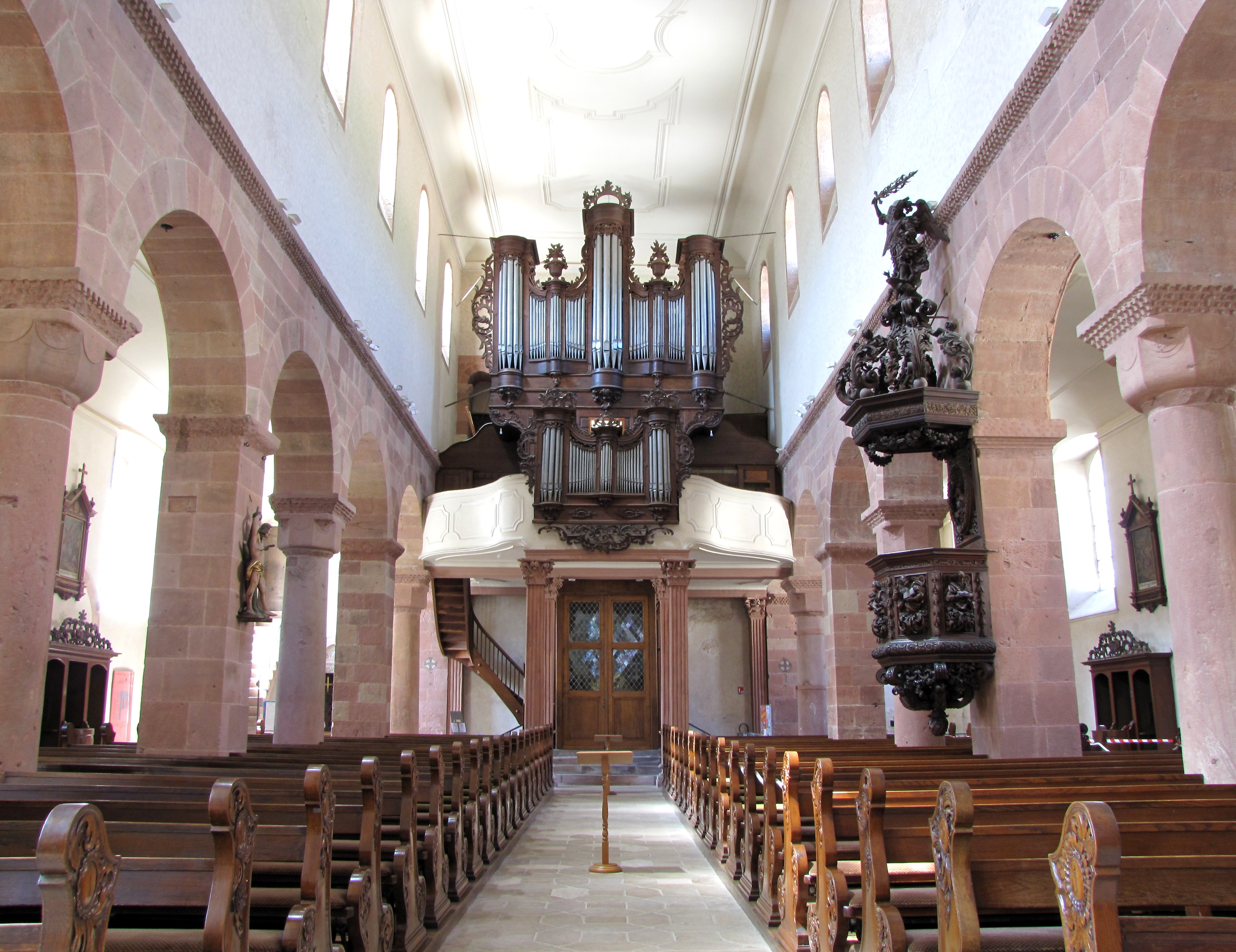
Vue intérieure de la nef vers la tribune d'orgue.
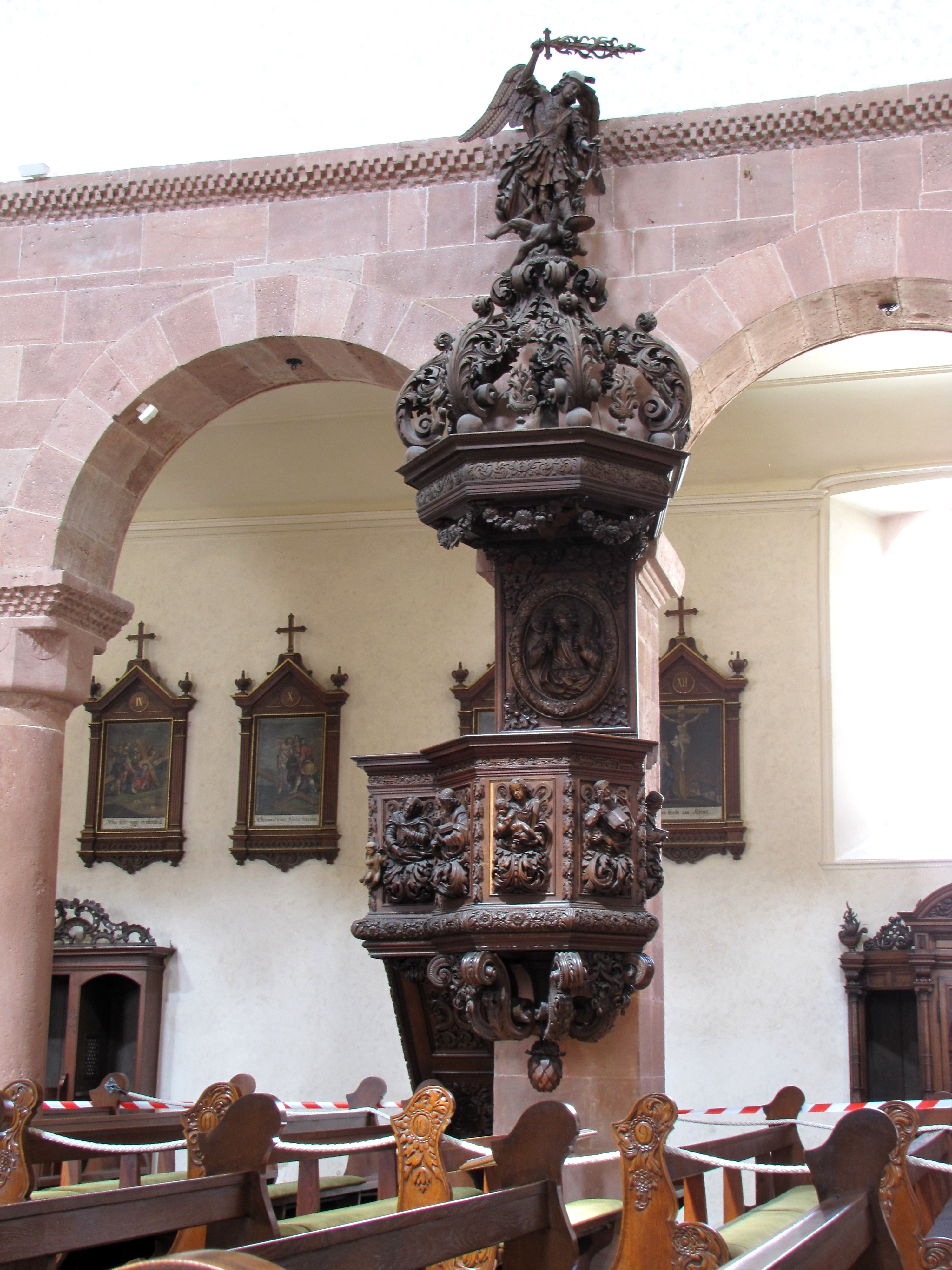
Chaire à prêcher (XVIIIe).
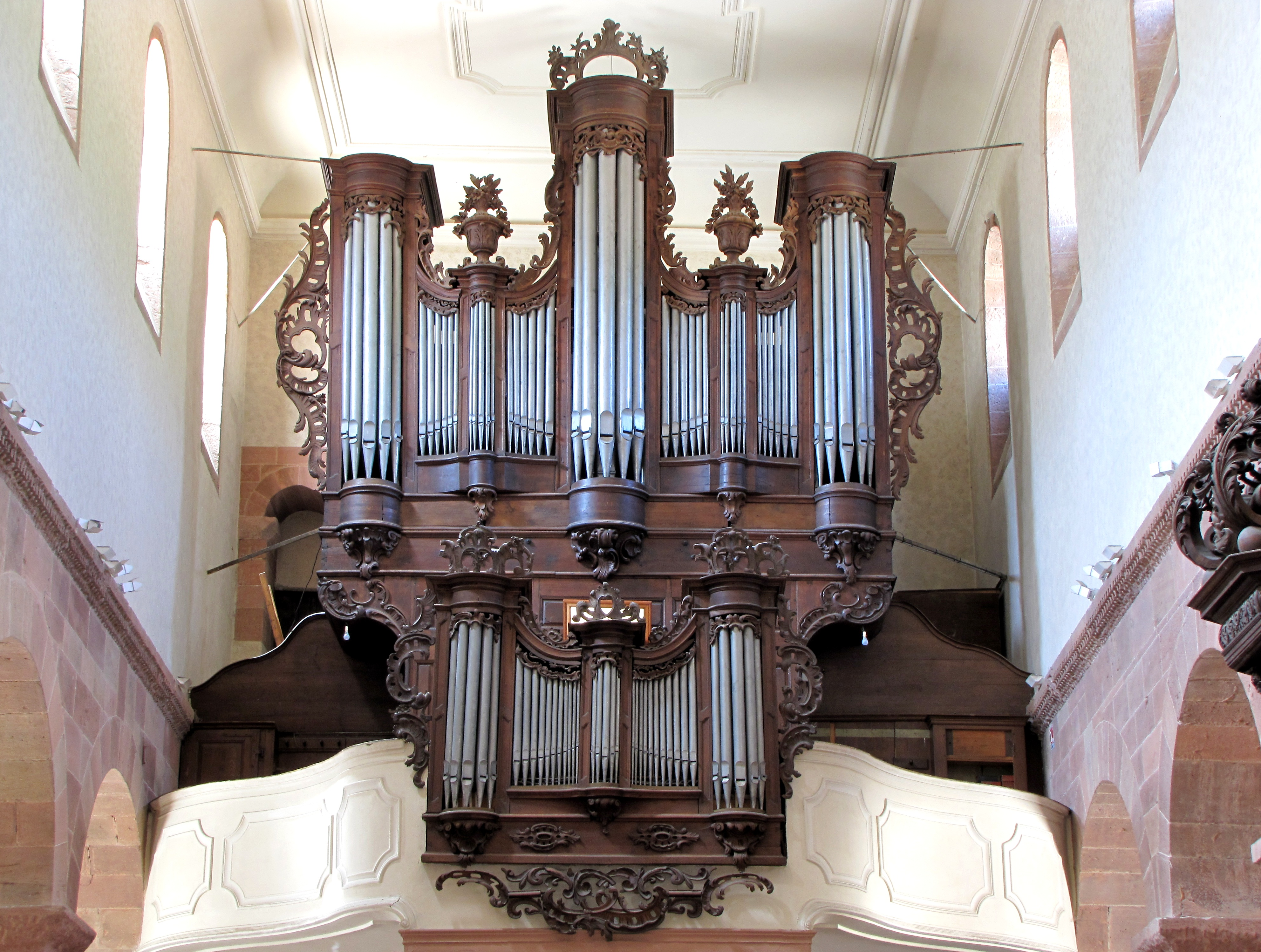
Orgue de tribune Toussaint (1771).